# 林芳灵
林芳灵（2001年2月25日—），祖籍海南文昌，中国女子羽毛球运动员，2019年世界青年羽毛球錦標賽女雙、混雙冠軍得主。

## 選手生涯
林芳灵祖籍海南文昌，五歲起在儋州練羽球，九歲赴上海体育运动学校。2013年加入上海羽毛球队，2017年进入国家二队集训。
2018年，林芳灵搭配陈颖颖參加中國陵水大師賽，最終不敵汤金华／于小含，首次參加成年國際賽止步16強。

### 2019年：世青賽雙冠
2019年7月，林芳灵參加亞洲青年羽毛球錦標賽，随中国獲得混合團體季軍，與周芯如在女雙賽事奪銅，另搭檔冯彦哲晉級混合雙打決賽，最終不敵印尼的卡尔南多／贾米尔而奪銀。同年10月，林芳灵再隨中国出戰在俄罗斯喀山舉行的世界青年羽毛球錦標賽，在混合团体赛中夺得银牌，並與亞青賽時相同的搭檔奪得女雙、混雙冠軍，其中在混雙決賽中擊敗亞青決賽時相同的對手——卡尔南多／贾米尔。
2019年11月，林芳灵／冯彦哲在超級300級別的澳門羽毛球公開賽八強戰中擊敗世界排名第十的賽會第四種子鄧俊文／謝影雪，生涯首度晉級世界羽聯世界巡迴賽四強；最終兩人以直落二（11-21、20-22）不敵第一種子德差蓬／沙西丽。

### 淡出國際賽場
中國羽毛球隊在東京奧運會結束後進入重組期，林芳灵／冯彦哲因在2022年賽季表現平平而拆組，冯彦哲改與東奧混雙金牌得主黄东萍搭檔，林芳灵改與譚寧搭檔參加女子雙打項目，但兩人僅有一站參賽紀錄。
2023年，林芳灵代表华东师范大学參加中国大学生羽毛球锦标赛，與周芯如搭檔獲得女子雙打冠軍。

## 主要比賽成績
只列出曾進入準決賽的國際賽事成績：
| 年份   | 賽事                     | 公開賽級別 | 項目     | 拍檔   | 成績   |
| ------ | ------------------------ | ---------- | -------- | ------ | ------ |
| 2019年 | 亞洲青年羽毛球錦標賽     | 其他       | 混合团体 | －     | 季軍   |
| 2019年 | 亞洲青年羽毛球錦標賽     | 其他       | 女子双打 | 周芯如 | 季軍   |
| 2019年 | 亞洲青年羽毛球錦標賽     | 其他       | 混合双打 | 冯彦哲 | 亞軍   |
| 2019年 | 世界青年羽毛球錦標賽     | 其他       | 混合团体 | －     | 亞軍   |
| 2019年 | 世界青年羽毛球錦標賽     | 其他       | 女子双打 | 周芯如 | 冠軍   |
| 2019年 | 世界青年羽毛球錦標賽     | 其他       | 混合双打 | 冯彦哲 | 冠軍   |
| 2019年 | 澳门羽毛球公開賽         | 超級300賽  | 混合双打 | 冯彦哲 | 準決賽 |
| 2024年 | 馬來西亞羽毛球國際系列賽 | 國際系列賽 | 女子雙打 | 周芯如 | 冠軍   |
| 2024年 | 馬來西亞羽毛球國際系列賽 | 國際系列賽 | 混合雙打 | 商亦辰 | 冠軍   |
| 2024年 | 越南寧平羽毛球國際系列賽 | 國際系列賽 | 女子雙打 | 周芯如 | 冠軍   |
| 2024年 | 越南寧平羽毛球國際系列賽 | 國際系列賽 | 混合雙打 | 商亦辰 | 冠軍   |

| 2018-2026年 | 總決賽 | 超級1000賽 | 超級750賽 | 超級500賽 | 超級300賽 | 超級100賽 | 國際挑戰賽 | 國際系列賽 | 未來系列賽 | 其他 |